# Siliquariaspongia
Siliquariaspongia is een geslacht van sponsdieren uit de klasse van de Demospongiae (gewone sponzen). 

## Soort
- Siliquariaspongia japonica Hoshino, 1981